# Vanessa Zambotti
Vanessa Martina Zambotti Barreto (Parral, 4 de março de 1982) é uma judoca do México que sagrou-se medalhista de ouro nos Jogos Pan-Americanos de 2007.